# Paraná (rivier)
De Paraná (Spaans: Río Paraná; Portugees: Rio Paraná) is een Zuid-Amerikaanse rivier die over een afstand van 2.570 kilometer door Brazilië, Paraguay en Argentinië stroomt.
De Paraná is een van de belangrijkste rivieren in Zuid-Amerika, en is onderdeel van het omvangrijke Platabekken, dat zich grotendeels over de zuidelijke helft van het continent verspreidt. De belangrijkste waterleveranciers van de Paraná zijn de Paraguay, de Uruguay, en diverse rivieren die afkomstig zijn uit grote moerassige streken zoals de Pantanal en de Esteros del Iberá.
Het is de op een na langste rivier in Zuid-Amerika, alleen de Amazone is langer. De gemiddelde waterafvoer in de rivier bedraagt zo'n 16.000 kubieke meter per seconde. Naast water neemt de Paraná ook veel sediment mee. Hierdoor ontstaan er diverse zandbanken en eilanden. De naam is afgeleid uit het Tupi en betekent "als de zee" of "zo groot als de zee".

## Ligging
De rivier begint bij de samenvloeiing van de rivieren Paranaíba en Rio Grande in het zuiden van Brazilië. Aanvankelijk loopt ze zo'n 620 kilometer naar het zuidoosten en passeert de Paraguayaanse stad Salto del Guairá. Hier lagen ooit de Sete Quedas (‘Zeven Watervallen’), waarvan gezegd werd dat ze net zo mooi en groot waren als de watervallen van de Iguaçu in het zuiden. Door de bouw van de Itaipudam, die in 1971 begon, kwam er door het ontstaan van een stuwmeer een einde aan het bestaan van deze watervallen.
De volgende 200 kilometer stroomt de Paraná zuidwaarts en vormt de natuurlijke grens tussen Paraguay en Brazilië. De rivier wordt hierbij ingedamd door de Itaipudam, met een grote waterkrachtcentrale. Hierdoor is er een groot stuwmeer ontstaan ten noorden van de dam. De dam kan bezocht worden; er zijn rondleidingen.
Na de samenvloeiing met de rivier de Iguaçu vormt de Paraná de grens tussen Argentinië en Paraguay. De rivier stroomt 468 kilometer zuidwaarts tot ze een geleidelijke bocht westwaarts maakt. Hier ligt de tweede en kleinere waterkrachtcentrale, de Yacyretádam, een samenwerkingsverband tussen Paraguay en Argentinië.
Nadat de rivier de Paraguay in de Paraná uitgemond is, vervolgt deze haar weg 820 km zuidwaarts en passeert de stad Rosario. Uiteindelijk vloeit ze samen met de Uruguay, en vormen ze het estuarium Río de la Plata.

## Zijrivieren
De Paraná heeft een aantal zijrivieren. In volgorde stroomafwaarts:
- Tietê
- Paranapanema
- Ivaí
- Iguaçu
- Paraguay
- Salado

## Dammen en waterkrachtcentrales
Door het hoge debiet is de rivier zeer geschikt voor de opwekking van elektriciteit door middel van waterkrachtcentrales. De belangrijkste vijf centrales zijn, van noord naar zuid:
- Ilha Solteiradam
- Jupiádam
- Porto Primaveradam
- Itaipudam
- Yacyretádam